# Phare de Skomvær
Le phare de Skomvær (en norvégien : Skomvær fyr) est un ancien phare côtier situé sur l'île de Skomvær de la commune de Røst, dans le Comté de Nordland (Norvège).
Il était géré par l'administration côtière norvégienne (en norvégien : Kystverket). Il est classé patrimoine culturel par le Riksantikvaren depuis 1999.

## Histoire
Ce phare, construit en 1887, se situe sur l'île de Skomvær à environ 15 km au sud-ouest de l'île principale de Røstlandet. Il a été automatisé en 1978 et désactivé en 1988.

## Description
Le phare  est une tour cylindrique effilée en fonte de 32 mètres de haut, avec une galerie et une lanterne. La tour et la lanterne sont rouges et le soubassement est blanc. Il émettait, à une hauteur focale de 47 mètres, deux éclat blancs toutes les 30 secondes. Sa portée nominale était de 18.9 milles nautiques (environ 35 km) .
Identifiant : ARLHS : NOR-208 ; NF-7718 - Amirauté : L3028 - NGA : 11908 .
|          |
| Le phare |

|                  |
| L'île de Skomvær |

### Lien connexe
- Liste des phares de Norvège